# Germanós III de Patras

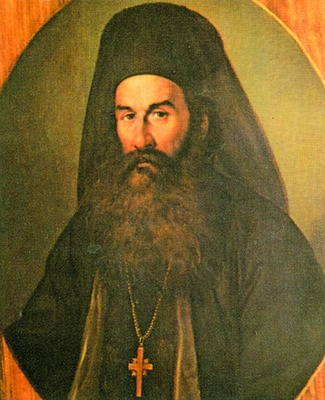
Germanós III de Patras (1771-1826)

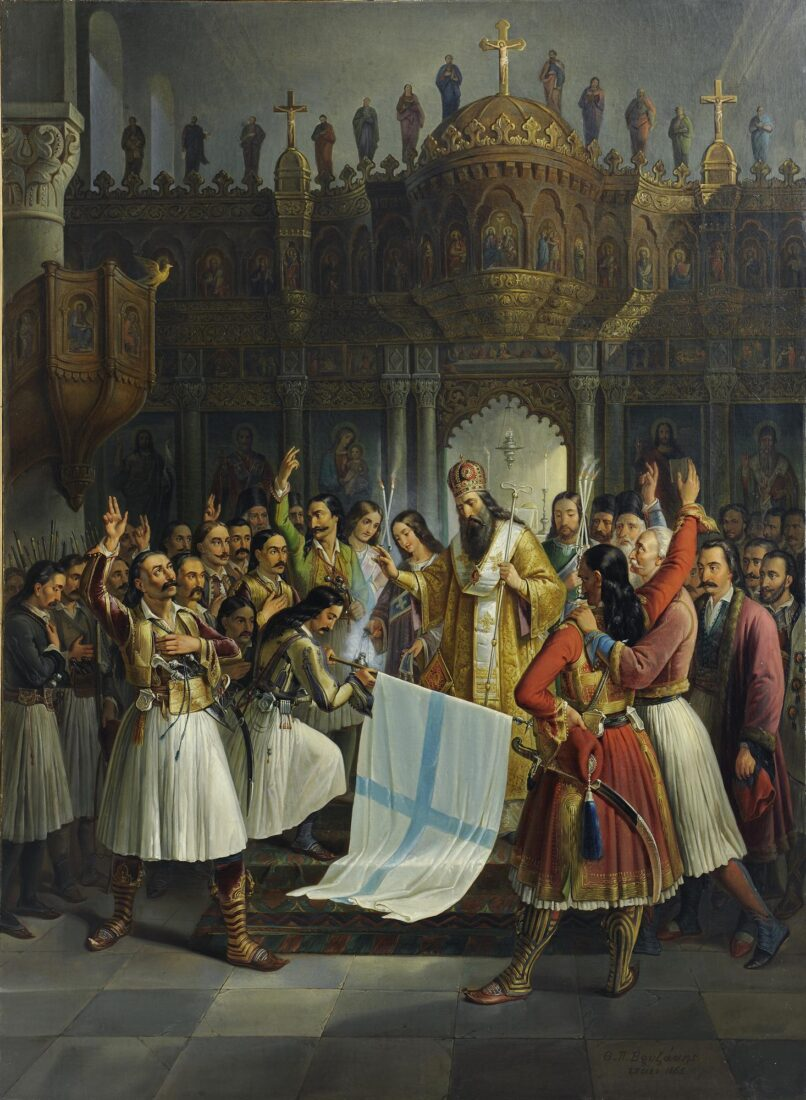
Monasterio Agia Lavra, Germanós bendiciendo la bandera. Pintura de Theodoros Vryzakis, 1865

Germanós III de Patras (en griego: Παλαιών Πατρών Γερμανός Γʹ: en griego: Παλαιών Πατρών Γερμανός Γʹ; 1771-1826), nacido Georgios Gotzias, fue un sacerdote ortodoxo, metropolitano de Patras. Desempeñó una función importante en la Revolución griega de 1821, mediante su actividad política y diplomática.
Germanos nace en Dimitsana, en el noroeste de la Arcadia, Peloponeso. Antes de su consagración como obispo metropolitano de Patras por el patriarca Gregorio V de Constantinopla, fue sacerdote en Esmirna.

## Revolución griega
Según la tradición y diversas fuentes escritas, el 25 de marzo de 1821 (6 de abril, según el calendario gregoriano), en la Fiesta de la Anunciación, el obispo Germanós proclama el alzamiento nacional contra el Imperio otomano y bendice la bandera de la revolución en el monasterio de Agia Lavra. Anteriormente, otra llamada al alzamiento había ya sido lanzada por Aléxandros Ypsilantis en Iaşi, el 21 de febrero de 1821. Dicho alzamiento es aplastado en junio del mismo año.